# Allygidius mayri
Allygidius mayri är en insektsart som beskrevs av Carl Ludwig Kirschbaum 1868. Allygidius mayri ingår i släktet Allygidius och familjen dvärgstritar. Inga underarter finns listade i Catalogue of Life.